# Piotr M. Majewski
Piotr Maciej Majewski (ur. 16 marca 1972 w Warszawie) – polski historyk dziejów najnowszych, zajmujący się między innymi historią Czech i Czechosłowacji oraz stosunkami czesko-niemieckimi w XIX i XX wieku. Doktor habilitowany nauk humanistycznych, profesor Uniwersytetu Warszawskiego. W latach 2009–2017 zastępca dyrektora Muzeum II Wojny Światowej w Gdańsku, w latach 2008–2011 doradca premiera Donalda Tuska.

## Życiorys
W 1996 ukończył studia historyczne na Wydziale Historycznym Uniwersytetu Warszawskiego. W 2000 obronił pracę doktorską Edvard Beneš wobec problemu mniejszości niemieckiej w Czechosłowacji (promotor: Tomasz Wituch). Habilitował się tamże w 2008. Od 2000 jest pracownikiem Instytutu Historycznego Uniwersytetu Warszawskiego. W latach 1998–2008 był członkiem redakcji miesięcznika „Mówią Wieki”. W latach 2000 i 2001 był konsultantem ds. historycznych na planie serialu Andrzeja Trzosa-Rastawieckiego Marszałek Piłsudski. W latach 2006 i 2007 był stypendystą Uniwersytetu Ludwika i Maksymiliana w Monachium. 1 września 2008 jako doradca premiera Donalda Tuska w Kancelarii Prezesa Rady Ministrów wszedł w skład zespołu Pełnomocnika Prezesa Rady Ministrów ds. Muzeum II Wojny Światowej w Gdańsku, kierowanego przez Pawła Machcewicza. Jest współautorem koncepcji programowej tego muzeum. 
Od 1 września 2008 do 18 listopada 2011 pełnił funkcję doradcy w gabinecie politycznym Prezesa Rady Ministrów. W okresie od 1 czerwca 2009 do 6 kwietnia 2017 pełnił funkcję zastępcy dyrektora Muzeum II Wojny Światowej. 
W 2020 powołano go na stanowisko profesora Uniwersytetu Warszawskiego. W tym samym roku został także nominowany do Nagrody Literackiej Nike za Kiedy wybuchnie wojna? 1938. Studium kryzysu (finał Nagrody).
W 2022 Piotr M. Majewski był konsultantem historycznym przy produkcji filmu Filip w reżyserii Michała Kwiecińskiego.
6 czerwca 2024 został współprzewodniczącym Zarządu Fundacji Współpracy Polsko-Niemieckiej. 2 lipca tego samego roku został powołany na członka Rady Muzeum II Wojny Światowej w Gdańsku.
Przedmiotem jego zainteresowań badawczych są głównie historia Czechosłowacji, ziem czeskich i stosunków czesko-niemieckich w XX w. Zajmował się także przymusowymi migracjami ludności w XX w., polityką zagraniczną w PRL oraz współczesną polityką pamięci.
Należy do redakcji „Przeglądu Historycznego”, zasiada w radach naukowych czasopism „Český časopis historický“, „Slovanský přehled“ i „Moderní dějiny“ i serii wydawniczej Polskie Dokumenty Dyplomatyczne. Jego teksty ukazały się m.in. w „Gazecie Wyborczej“, „Newsweeku“, „Polityce“, „Przeglądzie Politycznym“ i „Tygodniku Powszechnym“.

## Publikacje
Jest autorem m.in.: 
- Edvard Beneš i kwestia niemiecka w Czechach. Warszawa: DiG, 2001. ISBN 978-83-7181-210-1.
- Nierozegrana kampania. Możliwości obronne Czechosłowacji jesienią 1938 roku. Warszawa: Trio, 2004. ISBN 978-83-89607-06-5.
- (red.) Polskie Dokumenty Dyplomatyczne, 1973. Warszawa: Polski Instytut Spraw Międzynarodowych, 2006. ISBN 978-83-89607-06-5.
- „Niemcy Sudeccy” 1848–1948. Historia pewnego nacjonalizmu. Warszawa: Wydawnictwo Uniwersytetu Warszawskiego, 2007. ISBN 978-83-235-0302-6.
- (red.) Polskie Dokumenty Dyplomatyczne, 1977. Warszawa: Polski Instytut Spraw Międzynarodowych, 2009. ISBN 978-83-89607-73-7.
- Kiedy wybuchnie wojna? 1938. Studium kryzysu. Warszawa: Wydawnictwo Krytyki Politycznej, 2019. ISBN 978-83-66232-41-9.
  - Przekład angielski: The Munich Crisis of 1938: Political Turmoil on the Brink of the Second World War, tłum. Maya Latynski, Bloomsbury Academic, London 2025, ISBN 978-1-350-43660-2.
- Niech sobie nie myślą, że jesteśmy kolaborantami. Protektorat Czech i Moraw, 1939–1945. Warszawa: Wydawnictwo Krytyki Politycznej, 2021. ISBN 978-83-66586-96-3.
- Brzydkie słowo na „k”. Rzecz o kolaboracji. Warszawa: Wydawnictwo Krytyki Politycznej, 2024. ISBN 978-83-67805-47-6.